# Saint-Denis (Mons)
Saint-Denis je vesnice poblíž belgického města Mons v provincii Hainaut. V roce 1678, ve dnech 14. a 15. srpna, zde proběhla poslední bitva francouzsko-nizozemské války.

## Galerie

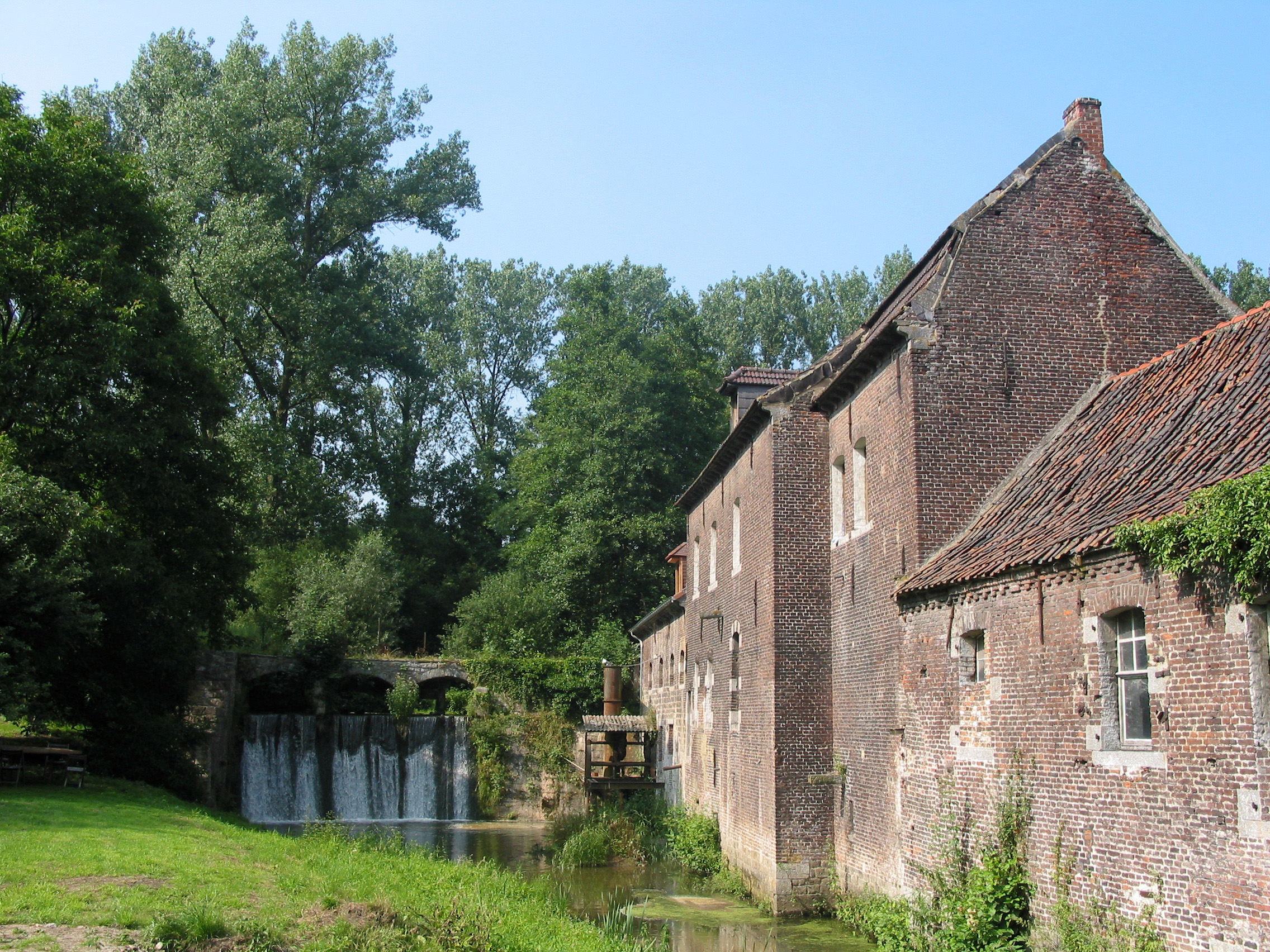
Vodní mlýn (18. století).
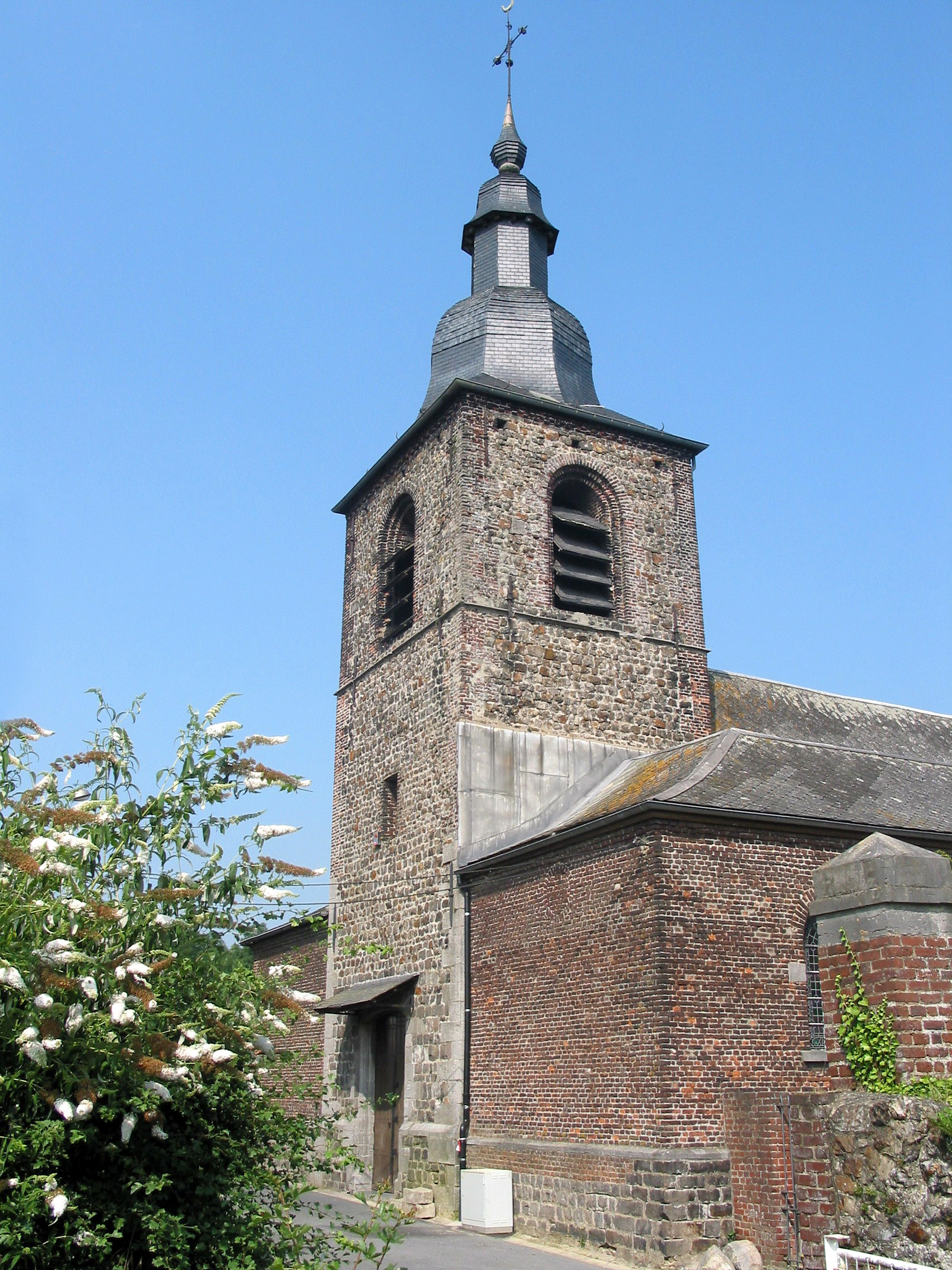
Chrám.
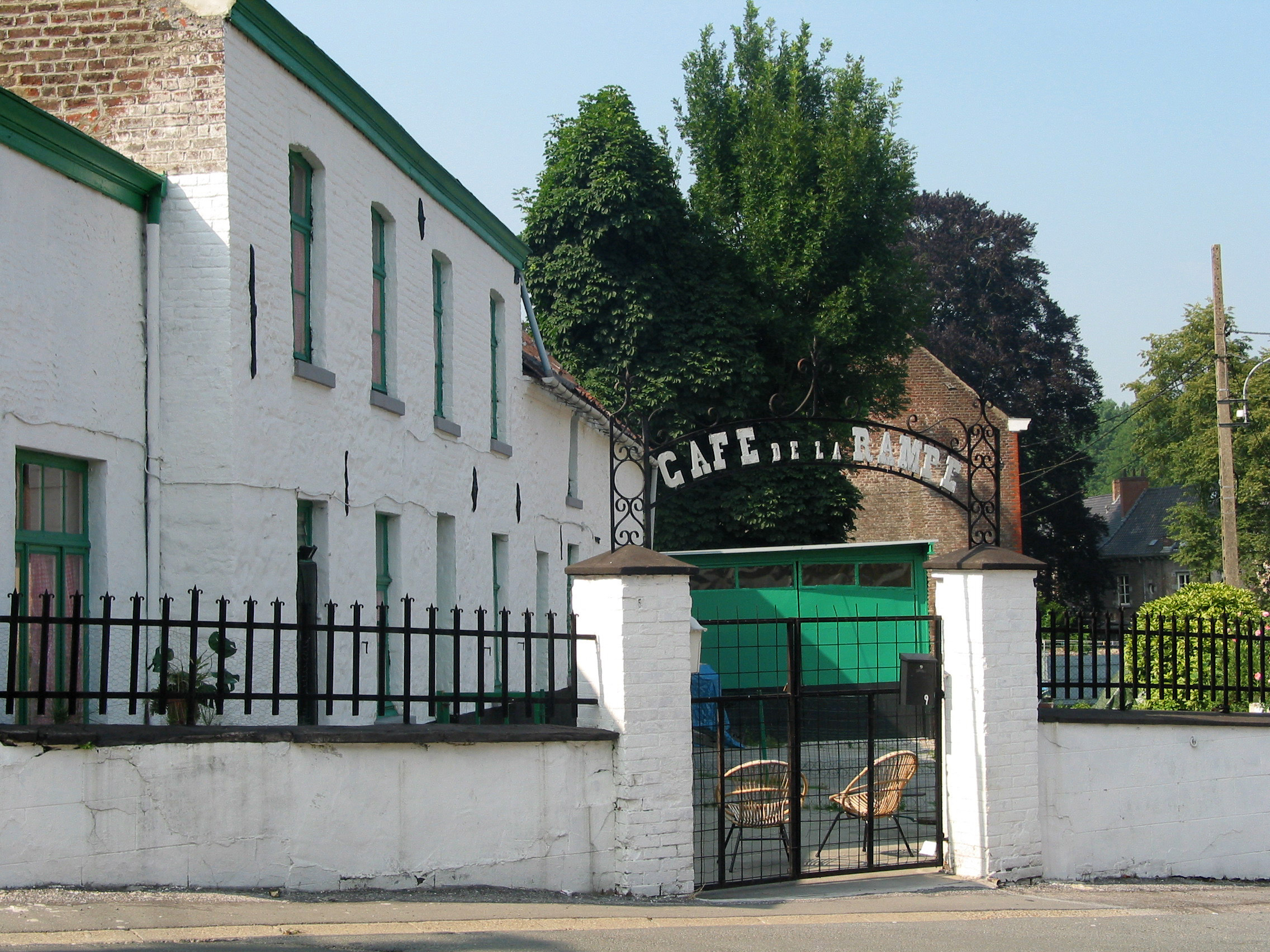
« Café de la Rampe »
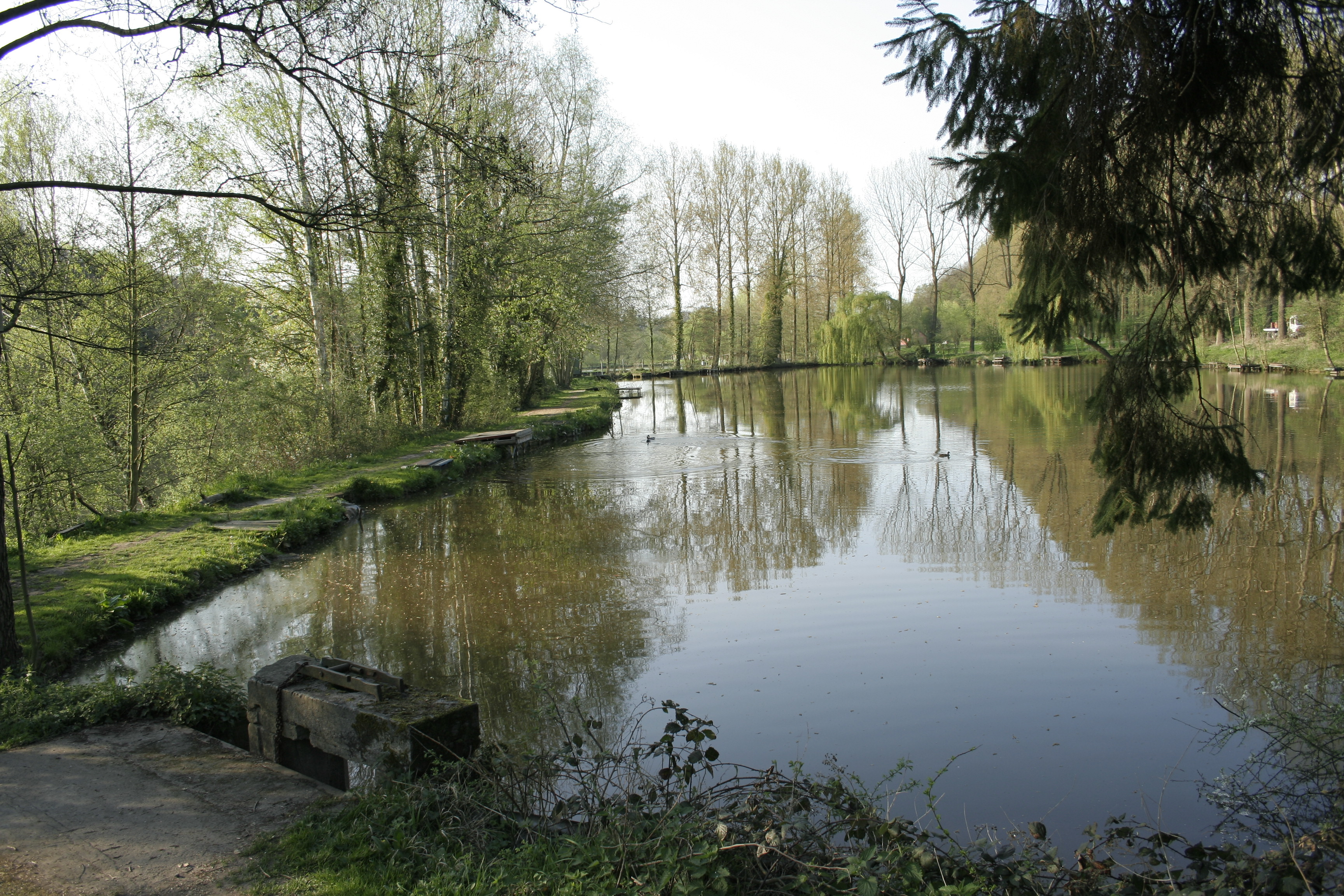
Rybník v jaře.
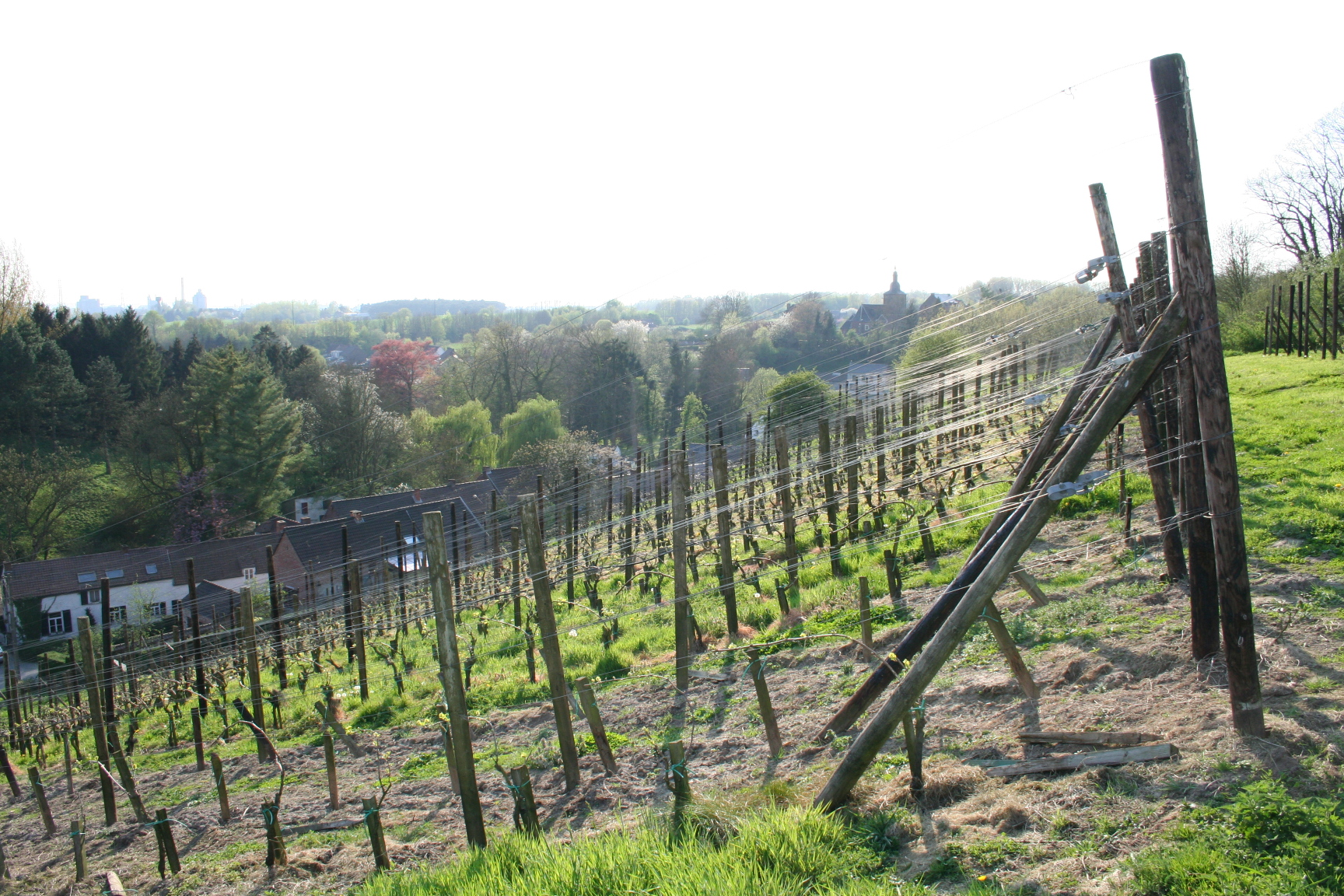
Vinohrad.
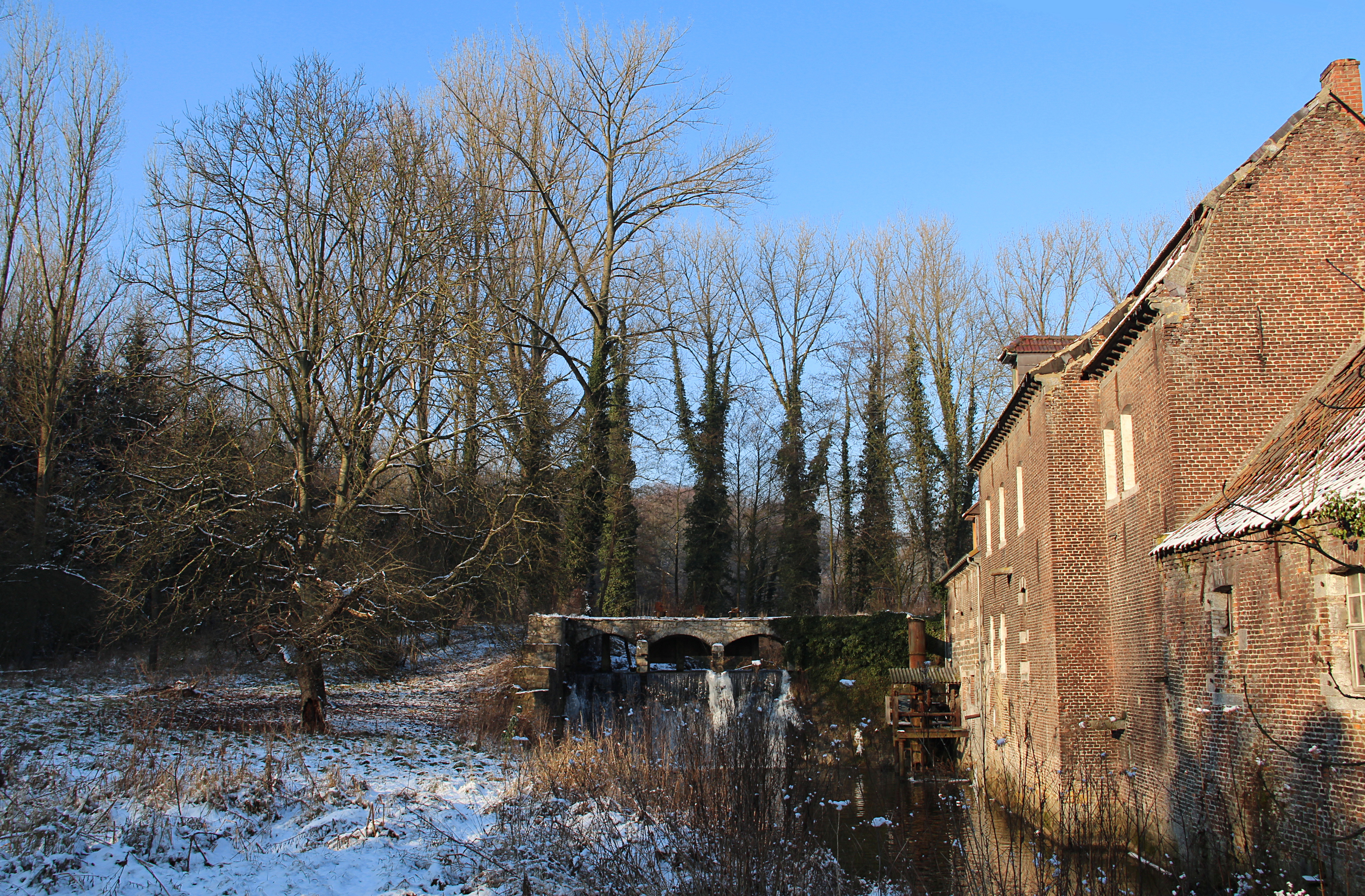
Vodní mlýn v zimě.
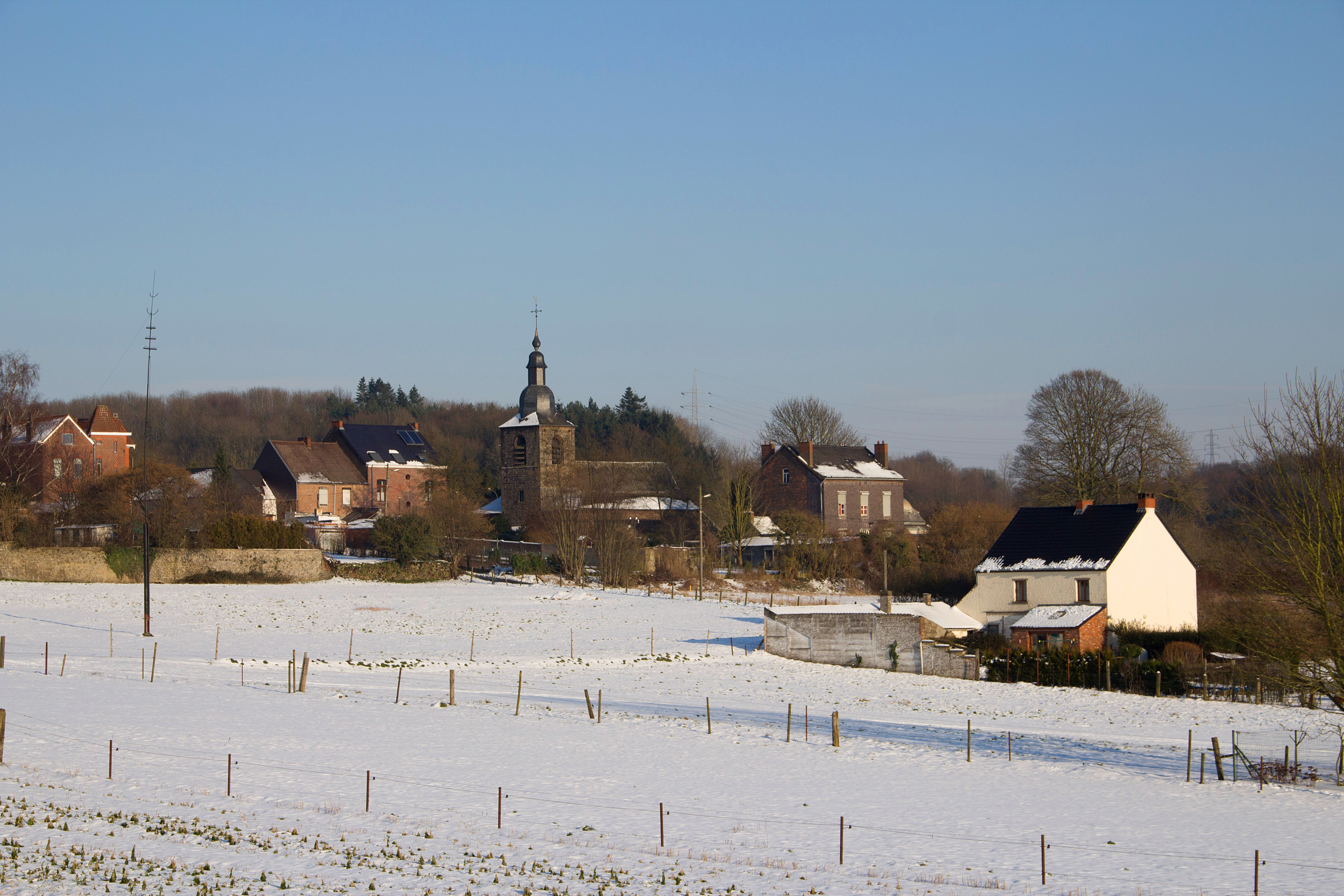
Vesnice v zimě
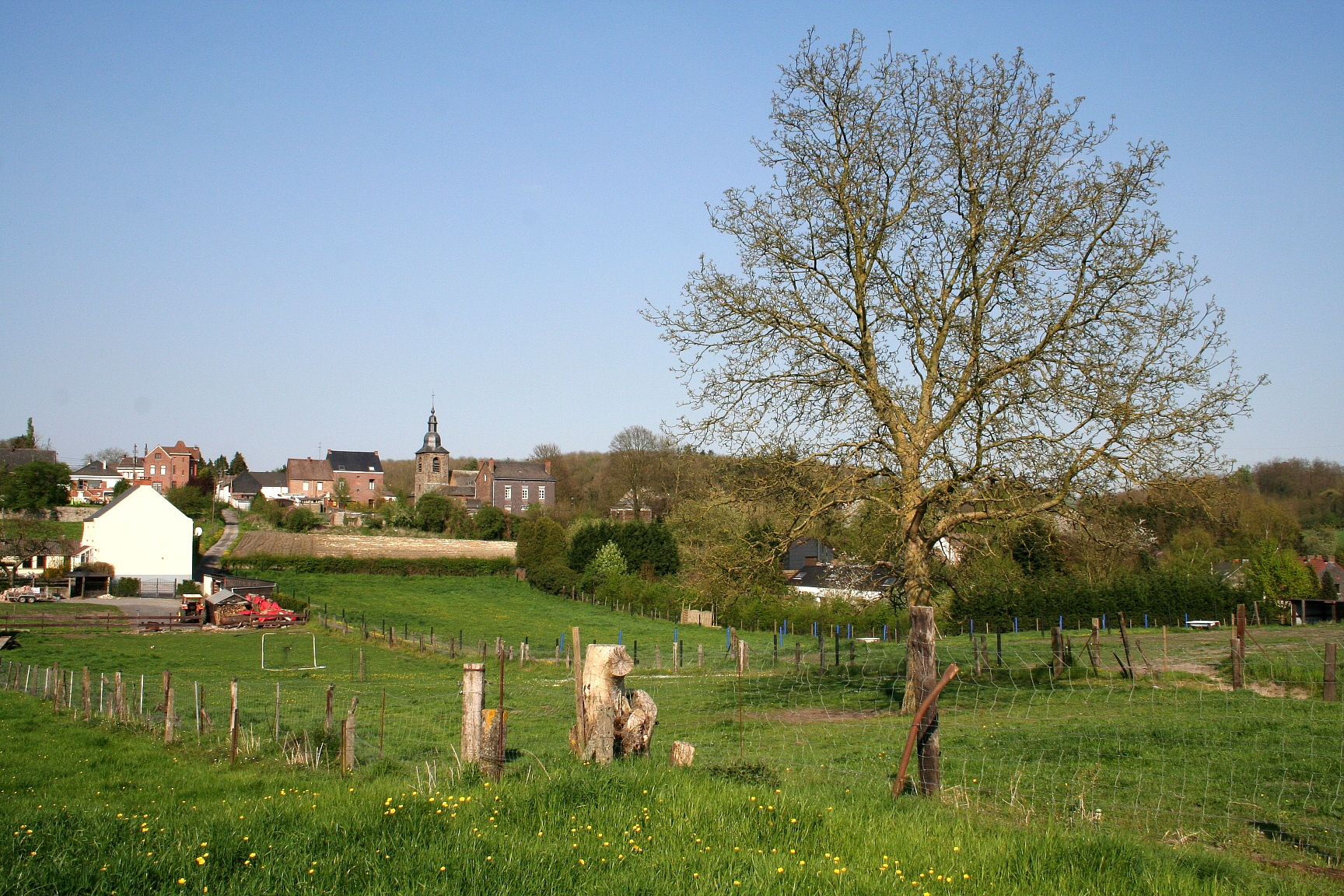
Vesnice v jaře
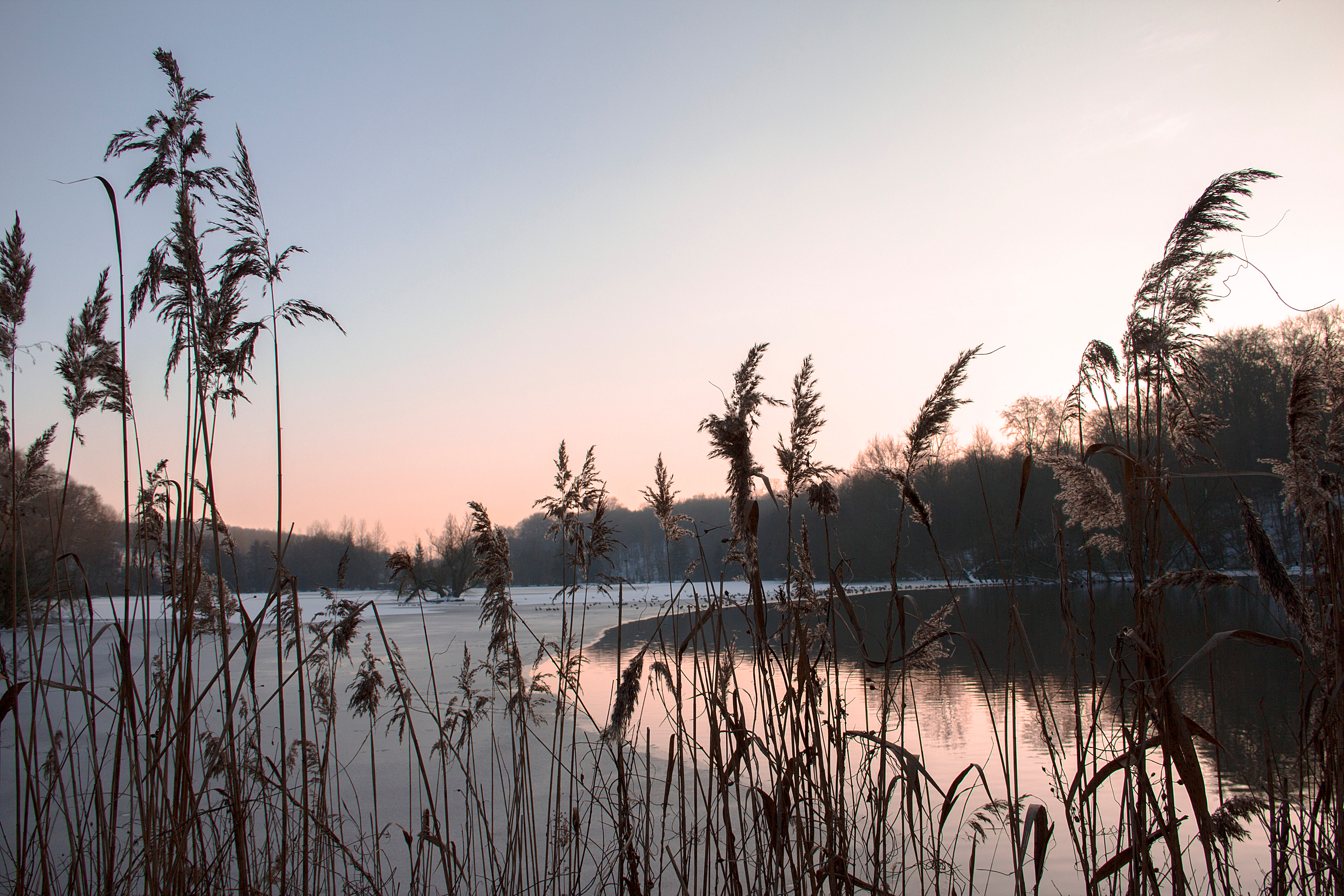
Rybník v zimě
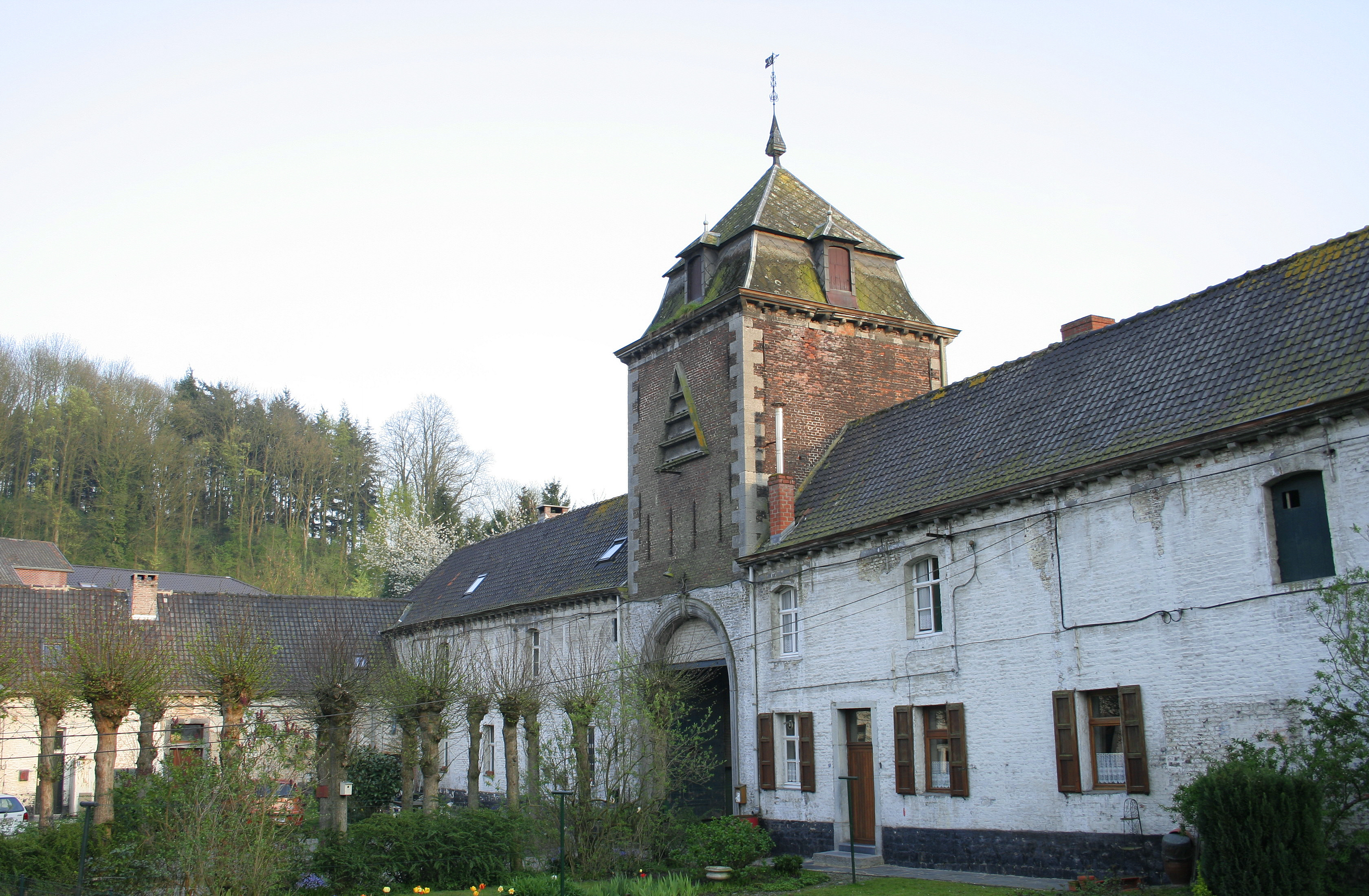
Hospodářství místního opatství